# Wim Dobbrisch
Wim Dobbrisch (* 13. Mai 1967 in der DDR als Bernd Dobbrisch) ist ein deutscher Musiker, Dudelsackspieler, Komponist, Produzent und Instrumentenbauer. Bekannt wurde er als Mitbegründer der Bands Corvus Corax und Tanzwut. Seit 2019 ist er Bandleader der Gruppe The KingsPipers.

## Leben

### Kindheit und Jugend
Dobbrisch wuchs in Bergfelde bei Berlin auf und erhielt früh Musikunterricht, unter anderem in Trompete und Klavier, an der Musikschule Oranienburg und der Bezirksmusikschule Potsdam. Eine Musikerlaufbahn in der DDR wurde durch die geplante Verpflichtung zum Wehrdienst beim Wachregiment „Feliks Dzierzynski“ verhindert.

### Musikalisches Wirken

#### Corvus Corax
1987 begann Dobbrisch sich für mittelalterliche Musik zu interessieren und spielte zunächst in der Folk-Punk-Band Tippelklimper. 1989 floh er mit Castus Rabensang aus der DDR über Ungarn in die BRD. Während der Flucht gründeten sie gemeinsam die Band Corvus Corax.
Dobbrisch entwickelte eigene Dudelsäcke mit kraftvollem Klang, die in der Szene weit verbreitet wurden. Diese wurden später unter dem Namen „Marktsack“ bekannt und stilprägend.

#### Tanzwut und Nebenprojekte
1996 war Dobbrisch Mitbegründer von Tanzwut, einem Projekt, das mittelalterliche Klänge mit Industrial-Rock kombinierte. Er entwickelte dafür eigens einen E-Bass, gebaut in Zusammenarbeit mit Sandberg Guitars.
Dobbrisch war zudem an Nebenprojekten wie K.D.A. – Krebs durch Arbeit beteiligt, einer Berliner Undergroundband. Er wirkte ebenfalls an der Veröffentlichung der Postpunkband Feeling B mit.
Ein besonderes Projekt war das orchestrale Werk Cantus Buranus, das unter anderem beim Wacken Open Air (2005), in Guangdong (2008) und im Olympiastadion München (2009) aufgeführt wurde.

#### The KingsPipers
2015 verließ Dobbrisch Corvus Corax, um sich auf den Instrumentenbau zu konzentrieren. 2019 gründete er die Band The KingsPipers. Diese spielt internationale Tourneen, unter anderem im Rahmen der Konzertreihe Der Herr der Ringe & Der Hobbit – Live in Concert.
Mit dem Regisseur Ronald Matthes produzierte Dobbrisch die Videotrilogie The Legend of Drowsy Maggie, in der William Kircher (Der Hobbit) und Schauspielerin Helen Woigk mitwirkten.

## Instrumentenbau
Dobbrisch begann Ende der 1980er-Jahre Dudelsäcke zu bauen. Seine Instrumente zeichnen sich durch einen besonders kraftvollen Klang und eine eigenständige Optik aus. Sie prägten den Standard vieler späterer Mittelalterbands.

## Privates
Dobbrisch ist seit 2017 mit der Tänzerin Aaliyah Zhoura verheiratet. Aus einer früheren Beziehung hat er zwei Kinder.

## Filmografie
- Die Geschichte von der Gänseprinzessin und ihrem treuen Pferd Falada (DEFA, 1989)
- Game of Thrones (Pilot, 2009)
- Die Rache der Wanderhure (Sat.1, 2012)

## Videografie
- Tanzwut – Augen zu (1999, Regie: Hans von Sonntag)
- The KingsPipers – The Legend of Drowsy Maggie (2024, Regie: Ronald Matthes)

## Diskografie (Auswahl)
Corvus Corax
- 1989: Ante Casu Peccati
- 2005: Cantus Buranus
- 2011: Sverker

Tanzwut
- 1999: Tanzwut
- 2000: Labyrinth der Sinne
- 2006: Schattenreiter

The KingsPipers
- 2021: Tradition
- 2021: Tradition – Acoustic